# هیلزبورو، کاریاکو
هیلزبورو، کاریاکو (به لاتین: Hillsborough) یک شهر در گرنادا است که در Carriacou and Petite Martinique واقع شده‌است. هیلزبورو ۱٬۰۰۰ نفر جمعیت دارد و ۶ متر بالاتر از سطح دریا واقع شده‌است.